# Liste der Bodendenkmäler in Jetzendorf
Auf dieser Seite sind die Bodendenkmäler in der oberbayerischen Gemeinde Jetzendorf zusammengestellt. Diese Tabelle ist eine Teilliste der Liste der Bodendenkmäler in Bayern. Grundlage ist die Bayerische Denkmalliste, die auf Basis des Bayerischen Denkmalschutzgesetzes vom 1. Oktober 1973 erstmals erstellt wurde und seither durch das Bayerische Landesamt für Denkmalpflege geführt wird. Die folgenden Angaben ersetzen nicht die rechtsverbindliche Auskunft der Denkmalschutzbehörde.

## Bodendenkmäler in Jetzendorf
| Lage                                  | Objekt | Akten-Nr.     | Bild                                          |
| ------------------------------------- | --- | ------------- | --------------------------------------------- |
| (Standort)                            | Siedlung vor- und frühgeschichtlicher Zeitstellung.                                                                                          | D-1-7534-0069 |                                               |
| Marienstraße 2 (Standort)             | Mittelalterliche und frühneuzeitliche Befunde im Bereich der katholischen Pfarrkirche St. Maria in Hirschenhausen und ihrer Vorgängerbauten. | D-1-7534-0072 | weitere Bilder                                |
| (Standort)                            | Burgstall des Mittelalters. | D-1-7534-0084 |                                               |
| Kirchberg 4 (Standort)                | Mittelalterliche und frühneuzeitliche Befunde im Bereich der katholischen Pfarrkirche St. Johannes der Täufer in Jetzendorf.                 | D-1-7534-0087 | weitere Bilder                                |
| (Standort)                            | Burgstall des Mittelalters. | D-1-7534-0092 |                                               |
| (Standort)                            | Burgstall des Mittelalters. | D-1-7534-0098 |                                               |
| (Standort)                            | Grabhügel vorgeschichtlicher Zeitstellung.                                                                                                   | D-1-7534-0183 |                                               |
| (Standort)                            | Siedlung vor- und frühgeschichtlicher Zeitstellung.                                                                                          | D-1-7534-0190 |                                               |
| Purrbachstraße 19 (Standort)          | Mittelalterliche und frühneuzeitliche Befunde im Bereich der katholischen Filialkirche St. Lambert in Lampertshausen.                        | D-1-7534-0191 | weitere Bilder                                |
| Hilgertshausener Straße 25 (Standort) | Mittelalterliche und frühneuzeitliche Befunde im Bereich der katholischen Filialkirche St. Vitus in Volkersdorf.                             | D-1-7534-0192 | Mittelalterliche und frühneuzeitliche Befunde |
| Kirchberg 1 (Standort)                | Mittelalterliche und frühneuzeitliche Befunde im Bereich des Schlosses von Jetzendorf.                                                       | D-1-7534-0193 | weitere Bilder                                |